# Ruth Welting
Ruth Welting (Memphis, Tennessee, 1 de maig de 1948 – Asheville, Carolina del Nord, 16 de desembre de 1999) fou una soprano operística estatunidenca que va tenir una carrera internacional activa al llarg de les dècades del 1970 a 1990. Especialista en papers de soprano coloratura, va actuar assíduament al Metropolitan Opera de Nova York entre 1976 i 1994, any en què es va retirar dels escenaris. Dotada amb una potent veu de coloratura, és recordada com una de les poques sopranos que poden cantar l'escena de la bogeria (Il dolce suono) de Lucia di Lammermoor en la clau original de Fa major.

## Vida i carrera
Va néixer a Memphis, Tennessee, com la més jove de quatre germanes. La seva germana més gran, Patricia Welting (1938-1986), va ser també una soprano que va actuar en el Metropolitan Opera a finals de la dècada del 1960. Ruth va començar a estudiar el piano als 3 anys. Sent encara estudiant a l'Institut Messick, va guanyar la Medalla d'Or Ignacy Jan Paderewski del Gremi Nacional de Professors de Piano. Després de graduar-se a Messick, el 1966, va dedicar tres anys a ampliar els estudis de piano amb una beca per a la Universitat de Memphis, on també va cantar en produccions d'òpera d'estudiants. En aquella època va estudiar veu un estiu amb Pau Casals.
Després del seu any a la Universitat de Memphis, Welting va marxar com estudiant al Centre d'Òpera de la Juilliard School. Després de només uns quants mesos en el programa, va anar de viatge amb la Opera Juilliard a Itàlia, on va actuar al Festival Spoleto. El que inicialment havia de ser un viatge curt es va convertir en una llarga aventura. Va romandre a Itàlia, va deixar la Juilliard, i va dedicar els següents tres anys a estudiar cant amb Luigi Ricci a Roma. Més tard va estudiar cant amb Daniel Ferro a Nova York i amb Jeanne Reiss a París. El 1968 va guanyar el Metropolitan Opera National Council Auditions, i va debutat el 1976 fent la Zerbinetta a Ariadne auf Naxos de Richard Strauss. El seu debut operístic oficial va ser fent de Blonde a Die Entführung aus dem Serail de Mozart.
L'any 1984 va cantar al Gran Teatre del Liceu de Barcelona l'òpera La Fille du régiment, dins les produccions del "Patronat Pro-Música de Barcelona". El 1986 va cantar Don Pasquale al Liceu. Anys més tard, el 1990, va tornar a l'escenari barceloní, amb Les contes d'Hofmann.
Es va retirar temporalment el 1986-87 a causa de l'assassinat de la seva germana Patricia Welting, retornant als escenaris el 1988. Es va retirar definitivament el 1994 a causa d'un canvi d'interessos. Va continuar els seus estudis de política a la Universitat de Syracuse fins que li va ser diagnosticat un càncer a començaments de 1999. Va morir als 51 anys a Asheville, Carolina del Nord.
Va ser la tercera esposa del director d'orquestra i pianista Edo de Waart.

## Repertori
- Delibes: Lakmé
- Donizetti: La Fille du régiment, Lucia di Lammermoor, Don Pasquale
- Massenet: Cendrillon
- Mozart: Der Schauspieldirektor, Die Entführung aus dem Serail
- Offenbach: Les Contes d'Hoffmann
- Rossini: El barber de Sevilla
- Sauguet: Les caprices de Marianne
- R. Strauss: Ariadne auf Naxos, Der Rosenkavalier
- Thomas: Mignon
- Verdi: Rigoletto